# 界首市各级文物保护单位列表
以下为安徽省阜阳市界首市范围内的各级文物保护单位：

## 全国重点文物保护单位
以下为界首市范围内的全国重点文物保护单位

## 安徽省文物保护单位
以下为界首市范围内的安徽省文物保护单位：
| 名称  | 编号       | 类型   | 所在   | 时代 | 图片 |
| ----- | ---------- | ------ | ------ | ---- | ---- |
| 4-19  | 新阳城遗址 | 古遗址 | 界首市 |      |      |
| 5-87  | 臧家公馆   | 古建筑 | 界首市 |      |      |
| 8-167 | 田营十三窑 | 古遗址 | 界首市 |      |      |